# Aéroport international Stanfield d'Halifax

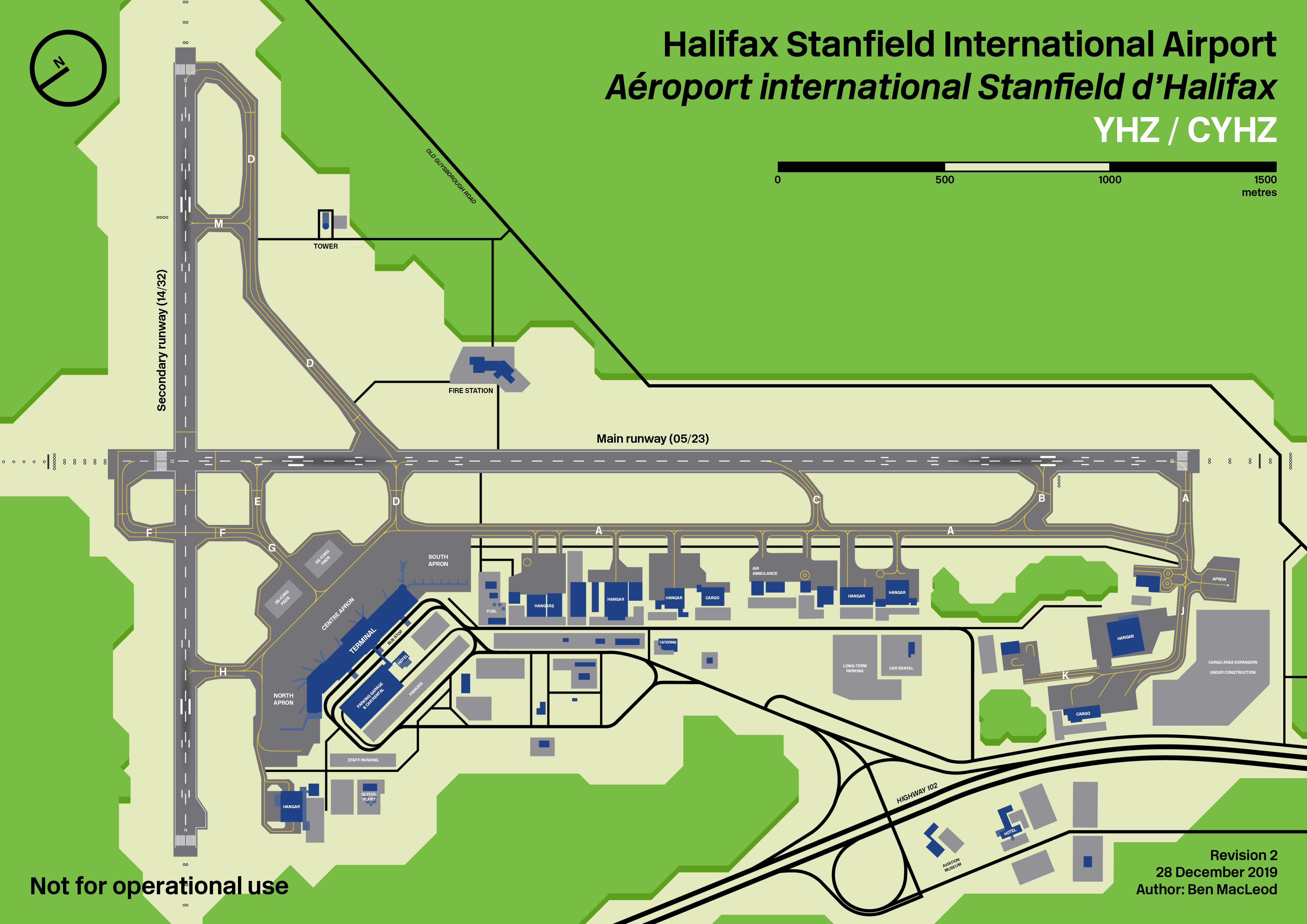
Plan de l'aéroport.

L'aéroport international Robert L. Stanfield d'Halifax (code IATA : YHZ • code OACI : CYHZ), anciennement aéroport international d'Halifax, est un aéroport international du Canada qui dessert la région d'Halifax en Nouvelle-Écosse et la portion sud de la province. Il est nommé en honneur de Robert Stanfield, le dix-septième premier ministre de la Nouvelle-Écosse et ancien chef du Parti progressiste-conservateur du Canada.
L'aéroport, propriété du ministère des Transports canadien depuis sa construction, et exploité depuis 2000 par l'Autorité de l'Aéroport International d'Halifax (HIAA), fait partie du Système d'Aéroports National.
L'aéroport international Stanfield est classé 7e du pays pour ce qui est du nombre de passagers. Durant l'année 2010, l'aéroport a accueilli 3 508 153 passagers et 87 015 mouvements d'avions.

## Histoire

### Avant les années 1960
Un petit aéroport à West End, Halifax, connu sous le nom de Chebucto Field, fut construit en tant qu'aéroport civil d'Halifax, en 1931, et fut exploité en tant qu'aéroport principal de la ville jusqu'en 1942, année ou il ferma, alors qu'il fut transformé en base pour l'armée. Aujourd'hui, le Saunders Park marque le site de l'ancien aéroport.
RCAF Station Shearwater a fonctionné en tant qu'aéroport principal de la métropole néo-écossaise jusqu'en juin 1960, lorsque l'aéroport actuel ouvrit ses portes. Le site du lac Kelly fut choisi en 1954 après de longues recherches pour trouver l'endroit parfait. L'emplacement fut acheté par la ville d'Halifax. Un élément clé fut de construire l'aéroport dans un endroit relativement près de la ville, avec un nombre minimal de jours où le brouillard pourrait compliquer les déplacements.

### Opération "Yellow Ribbon"
À la suite des attentats du 11 septembre, l'aéroport Stanfield prit part à l'opération ruban jaune, alors qu'il accueillit 40 avions, pour un total de 7 300 passagers. Il fut l'aéroport ayant accueilli le plus d'avions au Canada, et le deuxième au pays en nombre de passagers (Vancouver accueillit 8 500 passagers. La principale cause du classement élevé de l'aéroport Stanfield fut que les vols venant d'Europe furent avertis d'éviter les grands aéroport du pays, tels que Montréal–Trudeau, Toronto–Pearson et Ottawa–MacDonald-Cartier, pouvant énormément compliquer les déplacements dans ces aéroports.

### Changement de nom

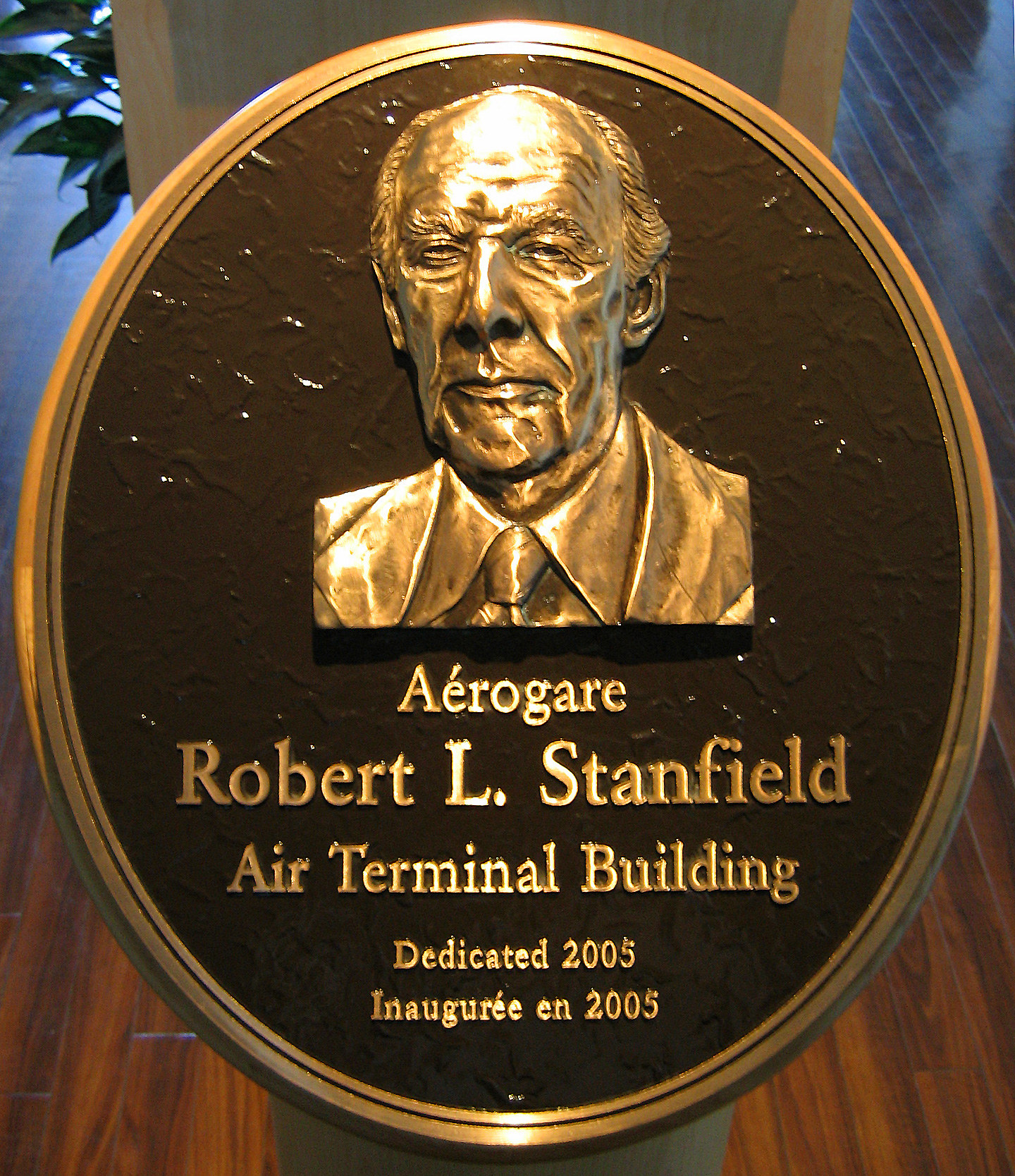
La plaque de Robert L. Stanfield.

Le 9 septembre 2005, le terminal principal des passagers fut renommé en honneur de Robert Stanfield, un ancien premier ministre de la Nouvelle-Écosse, auquel une plaque est dédiée dans l'étage des passagers. Le vendredi 9 février 2007, le premier ministre du Canada, Stephen Harper, annonça officiellement, lors d'une visite, que l'aéroport international d'Halifax devenait l'aéroport international Robert L. Stanfield d'Halifax, toujours en honneur de Stanfield.

## Localisation et coordonnées
L'aéroport est situé exactement à 26 kilomètres à vol d'oiseau au nord d'Halifax, et environ 65 kilomètres au sud de Truro. Il est situé aux coordonnées 44.88° nord et 65.30° ouest, à une altitude de 130 à 150 mètres (le terminal, 135 m). L'aéroport est à une trentaine de kilomètres de route au nord d'Halifax.

### Carte des aéroports du Réseau National du Canada
| \| 300 km1:20 691 000 \| Calgary Charlottetown Edmonton Fredericton Gander Moncton Halifax Iqaluit Kelowna London Montréal–Mirabel Montréal–Trudeau Ottawa Prince George Québec Regina Saint-Jean Saskatoon Saint-Jean de T.-N. Thunder Bay Toronto Pearson Vancouver Victoria Whitehorse Winnipeg Yellowknife |
| 300 km1:20 691 000 |

## Accessibilité
Du centre-ville d'Halifax, l'aéroport Stanfield est accessible via la route 102 en contournant la ville par le sud-ouest, ou par la route 118, à Dartmouth, reliant la route 102 à Fall River. La sortie 6 de la 102 relie directement à l'aéroport, via le chemin Bell, qui aboutit moins d'un kilomètre plus loin au rond du terminal, se situant à l'est. Du reste de la Nouvelle-Écosse, la route 102 sud est le seul lien possible pour rejoindre l'aéroport international Stanfield.

## Terminal et site de l'aéroport

### Historique

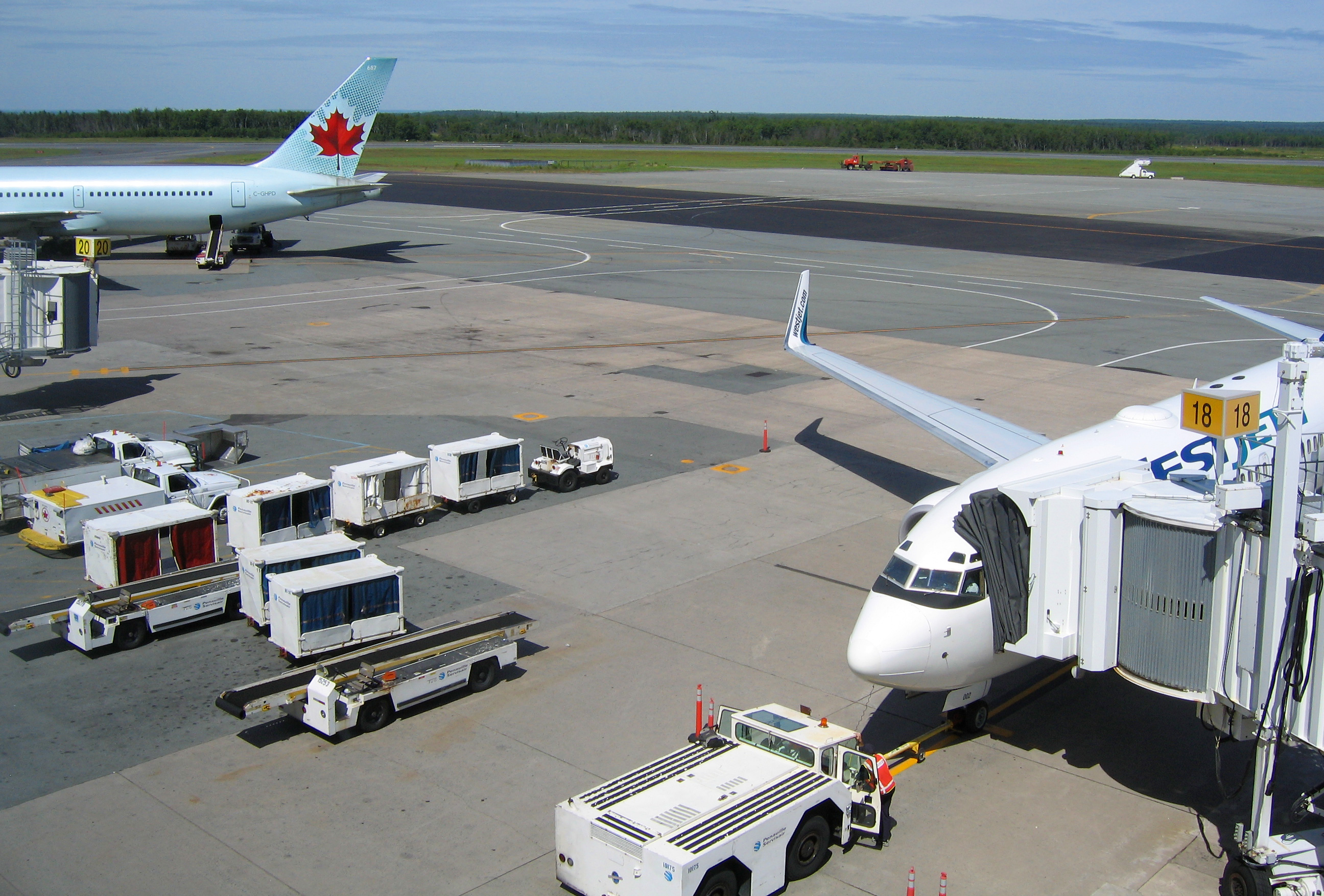
Une vue des pistes aériennes ainsi que des portes 18 et 20, avec, en arrière-plan, une vue sur le territoire relativement plat et forestier de la Nouvelle-Écosse.

Le terminal de l'aéroport fut officiellement ouvert en septembre 1960. Actuellement, il est fréquenté par plus de 3,5 millions de passagers par année. L'augmentation du nombre de passagers durant les dernières décennies depuis l'ouverture de l'aéroport a nécessité plusieurs rénovations, et même aujourd'hui, des travaux sont régulièrement effectués.
Depuis 1998, l'aéroport est soumis à un important programme de rénovations. La dernière phase fut annoncée en septembre 2004. Le projet majeur d'extension inclut une réhabilitation des pistes d'atterrissage, de nouvelles extensions du terminal existant, de nouvelles aires de stationnement, un nouvel hôtel, des ajouts visuels dans le terminal ainsi qu'une tour d'observation. Le projet fut évalué à 250 millions de dollars.
En décembre 2004, l'Agence de la protection frontalière du Canada approuva l'aéroport d'Halifax pour l'embarquement des avions vers les États-Unis. Cela commence à la fin de 2006. Halifax était avant 2006 l'aéroport le plus emprunté au Canada sans connexions avec les États-Unis.

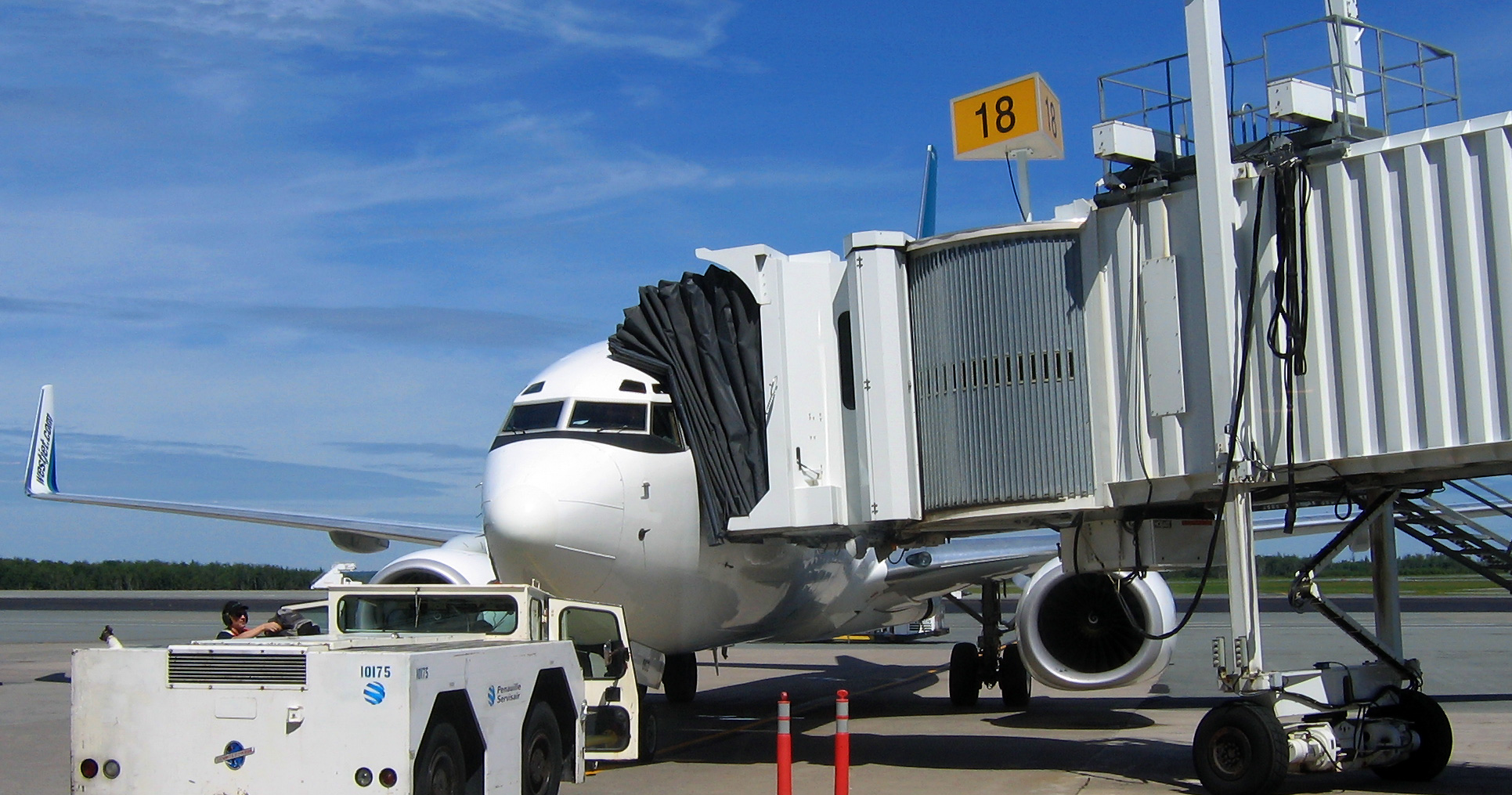
Un Boeing 737 de Westjet, accueillant des passagers à la porte 18, à l'aide d'un pont aérien.

Le 12 septembre 2007, l'autorité de l'aéroport annonça la construction d'un stationnement de 5 étages, qui fut terminé le 12 mars 2009, un an et demi plus tard. L'autorité de l'aéroport annonça aussi la construction d'un hôtel Sheraton de 175 chambres, qui fut légèrement reporté pour des considérations financières. Le 26 octobre 2011, l'autorité de l'aéroport annonça un autre projet, soit la construction d'un hôtel ALT de 169 chambres, d'une hauteur de 14 étages, connecté au terminal. Il fut planifié pour ouvrir au printemps 2013, mais n'est toujours pas terminé[Passage à actualiser].
En 2010, l'agrandissement du système de pistes secondaires agrandit également la zone totale de l'aéroport, créant ainsi de l'espace pour que plusieurs hangars puissent être construits. Canadian Helicopters, Cougar Helicopters et le Groupe IMP opèrent dans ces nouveaux hangars.
En novembre 2012, le prolongement des deux extrémités de la piste 05/23 fut terminé, pour une longueur totale de 2 682 mètres à 3 200 mètres,.

### Aujourd'hui

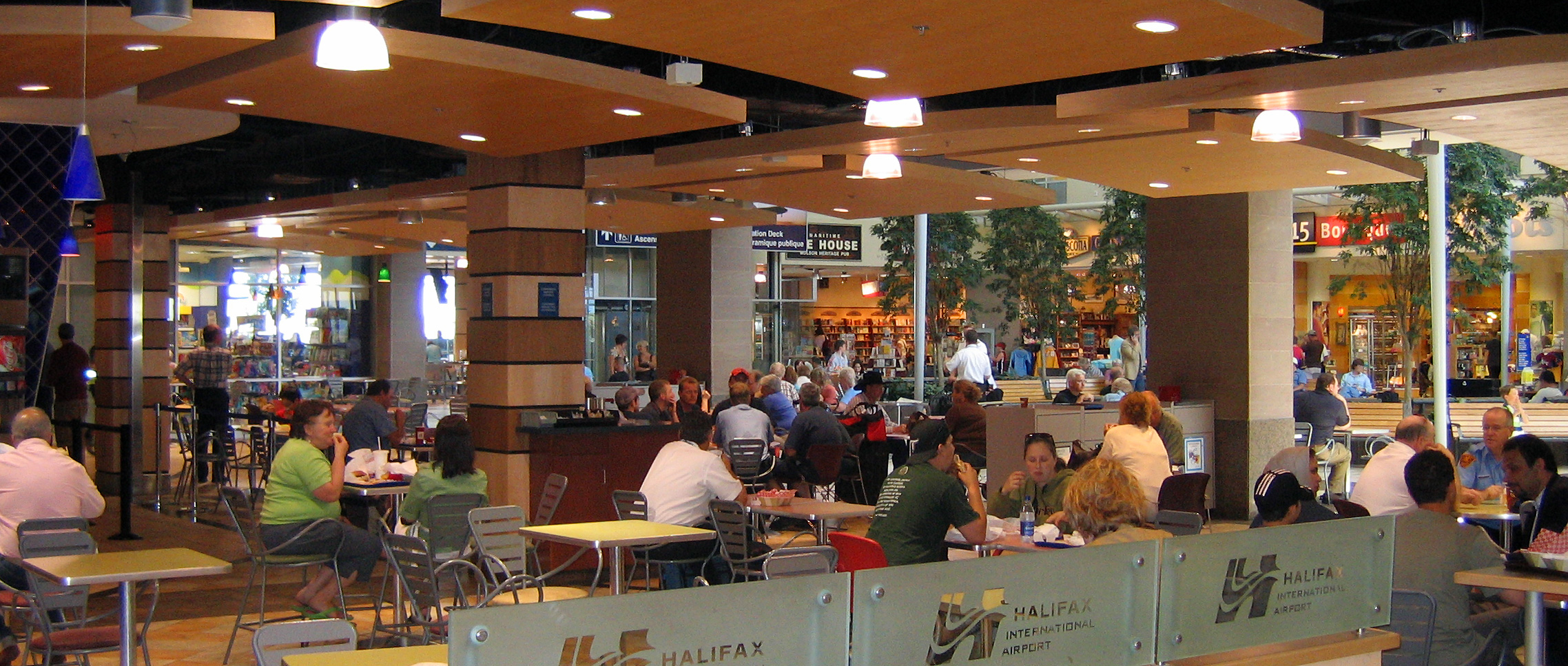
La zone de restaurants dans le terminal.

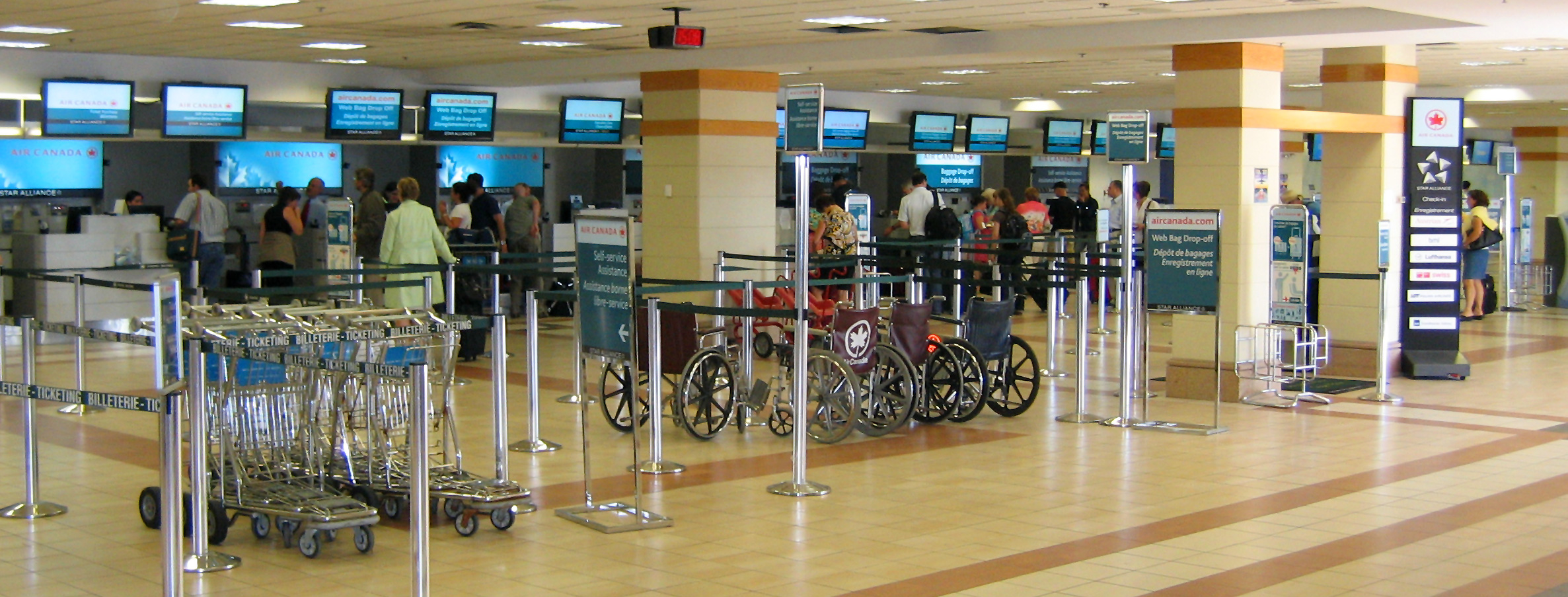
Zone d'enregistrement de l'aéroport.

Le terminal actuel comporte 31 portes, parmi lesquelles 12 utilisent des passerelles (portes 12, 14 à 16, 18, 20, 22 à 24 et 26 à 28). Les autres portes utilisent le transport des passagers par le sol. Les portes 22 à 24 et 26 à 28 sont réversibles, et peuvent recevoir des vols intérieurs ou des vols internationaux. Les portes 2 (a – e) à 9 servent aux vols intérieurs et régionaux, surtout exploités par Air Canada Express. De plus, elles sont des portes à chargement au sol. Les portes 34 à 46 sont des portes pour les vols vers les États-Unis, toujours à chargement au sol[réf. nécessaire].
L'aéroport est aussi le siège social des compagnies aériennes Air Canada Jazz et Canjet. L'aéroport comporte également un bureau de Provincial Airlines.

### Possibilité d'atterrissage de la navette spatiale
L'aéroport international Stanfield d'Halifax était l'un des quelques sites probables dans l'est de l'Amérique du Nord où la navette spatiale américaine aurait pu atterrir au cas où quelque chose se serait produit durant l'ascension.

## Pistes

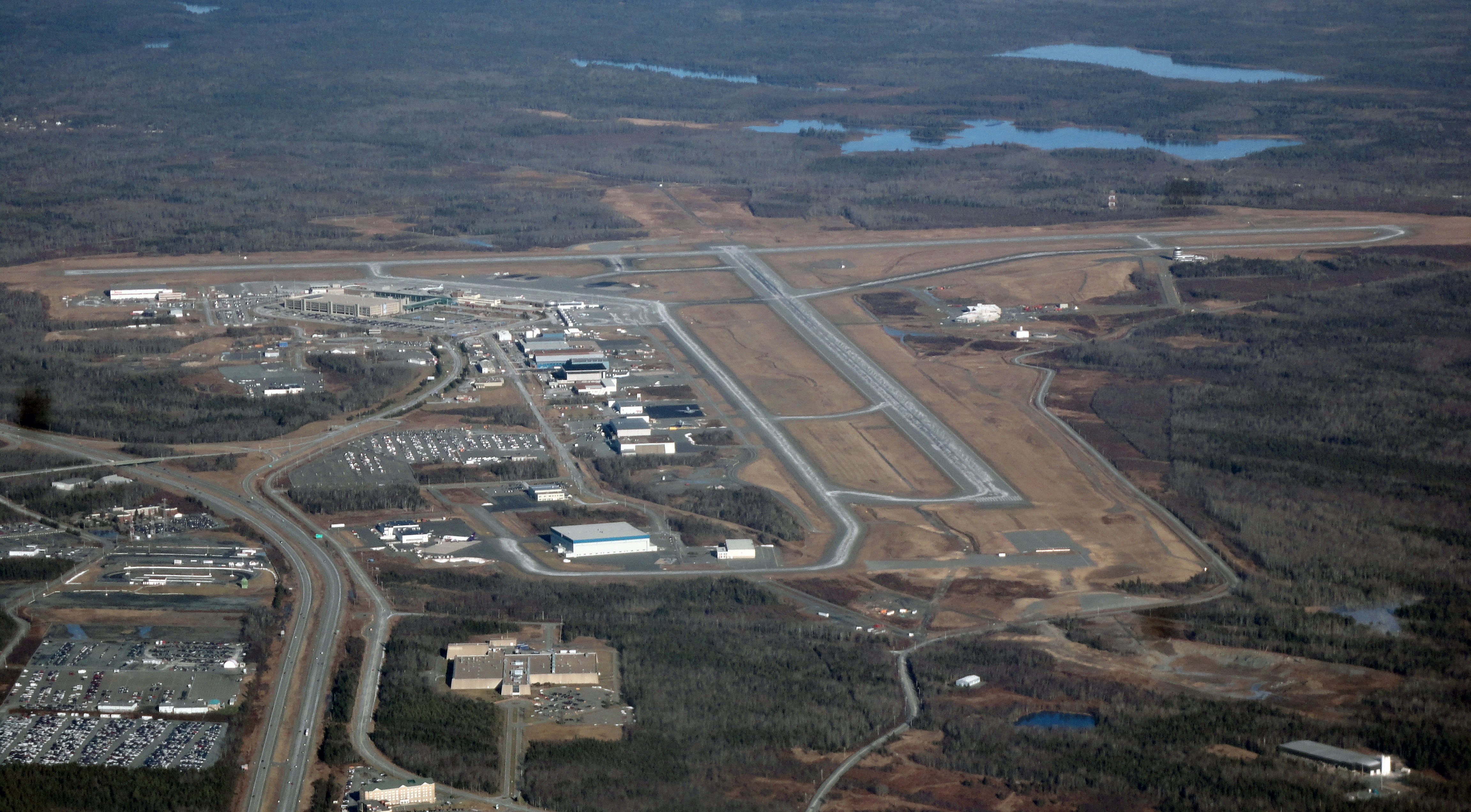
Une vue de l'aéroport, avec la piste 05/23 en avant-plan, puis avec la piste 14/32 en arrière-plan, alors que l'avion est sur le point d'atterrir sur la piste 14/32. En bas à gauche, le complexe du terminal est des bâtiments présents dans l'aéroport, ainsi que la route 102.

Deux pistes principales sont présentes à l'aéroport Stanfield.
La première piste est la piste 05/23, parallèle à la route 102, soit d'orientation nord-est, légèrement vers le nord. Son altitude varie entre 134 et 136 mètres, ce qui en fait une piste relativement plate. Elle sert principalement de piste de décollage. Elle mesure 3 200 mètres, et son extrémité nord arrive sur l'autre piste, qui est perpendiculaire à celle-ci.
L'autre piste est la piste 14/32, d'orientation sud-est, légèrement vers l'est. Elle sert principalement de piste d'atterrissage, et les avions qui atterrissent sur cette piste en provenance de l'ouest passent juste au-dessus de la route 102 avant d'atterrir. Elle mesure 2 347 mètres.

## Statistiques
Le graphique qui aurait dû être présenté ici ne peut pas être affiché car il utilise l'ancienne extension Graph, désactivée pour des questions de sécurité. Des indications pour créer un nouveau graphique avec la nouvelle extension Chart sont disponibles ici.

Voir la requête brute et les sources sur Wikidata.

## Prix et récompenses
L'aéroport d'Halifax fut très bien classé dans le sondage d'AETRA[Quoi ?] de 2005 pour la satisfaction des passagers. Il fut le meilleur aéroport des Amériques pour une deuxième année de suite, en plus du meilleur aéroport parmi ceux de 5 millions de passagers et moins au monde, et ce, pour une troisième année de suite[réf. souhaitée].
En mars 2007, il obtient 2 premières places dans le prix de la qualité du service par l'Airport Councillors International, qui se tenait à Dubai, aux Émirats arabes unis. Pour la quatrième année d'affilée, il fut à nouveau classé premier pour la satisfaction des passagers pour un aéroport de moins de 5 millions de passagers[réf. souhaitée].
Au début de 2010, Halifax Stanfield fut classé[Par qui ?] le meilleur aéroport au monde pour un aéroport de moins de 5 millions de passagers par année, et ce, pour une septième année de suite[réf. souhaitée].
En 2011, il obtint le troisième rang du meilleur aéroport nord-américain du prix de la qualité du service par l'Airport Councillors International, en plus de troisième meilleur aéroport pour les aéroports ayant de 2 à 5 millions de passagers annuellement[réf. souhaitée].

## Compagnie aérienne et destinations
| Compagnies         | Destinations |
| ------------------ | --- |
| Air Canada         | Londres-Heathrow, Montréal (P.-E.-Trudeau), Toronto (Pearson) En saison : Montego Bay-Donald Sangster (reprend le 4 décembre 2025), Nassau L. Pindling (reprend le 5 décembre 2025), Vancouver |
| Air Canada Express | Boston Logan, Deer Lake (TN et L), Gander, Goose Bay, Newark-Liberty, Ottawa (Macdonald-Cartier), Saint-Jean (Terre-Neuve) |
| Air Canada Rouge   | En saison : Cancún, Montréal (P.-E.-Trudeau) Orlando, Punta Cana, Tampa |
| Air Saint-Pierre   | Saint-Pierre |
| Air Transat        | En saison : Cancún, Cayo Coco (J. del Rey), Fort Lauderdale-Hollywood, Holguín-F. País, Montego Bay-Donald Sangster, Orlando, Puerto Plata - Gregorio Luperón, Punta Cana, Santa Clara-A. Santamaría, Varadero-J.-G.-Gómez |
| American Airlines  | En saison : Philadelphie, Washington-Reagan |
| American Eagle     | En saison : Boston Logan, Chicago-O'Hare, New York-LaGuardia, Washington-Reagan |
| BermudAir          | Hamilton-L.F. Wade |
| Delta Connection   | En saison : New York-LaGuardia |
| Discover Airlines  | En saison: Francfort |
| Edelweiss Air      | En saison: Zurich |
| Flair Airlines     | Waterloo (en), Toronto (Pearson) |
| Icelandair         | En saison: Reykjavik-Keflavík |
| Pascan Aviation    | Saint-Jean (Nouveau-Brunswick) |
| Porter Airlines    | Hamilton, Montréal (P.-E.-Trudeau), Ottawa (Macdonald-Cartier), Saint-Jean (Terre-Neuve), Toronto (Billy Bishop), Toronto (Pearson) En saison : Deer Lake (TN et L), Orlando, Tampa |
| United Express     | Newark-Liberty En saison : Chicago-O'Hare |
| WestJet            | Calgary, Edmonton, Toronto (Pearson) En saison : Amsterdam, Barcelone-El Prat, Cancún, Cayo Coco (J. del Rey) (débute le 7 janvier 2026), Dublin, Édimbourg, Holguín-F. País (débute le 7 janvier 2026), Londres-Gatwick, Montego Bay-Donald Sangster (débute le 12 janvier 2026), Orlando, Paris-Charles de Gaulle, Puerto Plata - Gregorio Luperón (débute le 6 janvier 2026), Punta Cana (débute le 9 janvier 2026), Régina, Saskatoon, Vancouver, Varadero-J.-G.-Gómez (débute le 9 janvier 2026), Winnipeg (J. A. Richardson) |

Édité le 23/04/2025

## Transport par Bus
Le bus municipal MetroX opère à chaque jeune du centre de la ville jusqu'à l'aéroport[incompréhensible]. Le bus 320 part de la rue Albemarle dans le centre-ville d'Halifax jusqu'à l'aéroport.

## Accidents
- Le 2 septembre 1998, le vol Swissair 111, un vol prévu de l'aéroport New York-Kennedy jusqu'à l'aéroport de Genève, assuré par un MD-11, a cherché à y atterrir d'urgence après la détection de signes d'incendie à l'intérieur de l'avion. Le vol a bifurqué vers Halifax mais s'est écrasé en mer, à l'entrée de la baie Saint-Margarets, en Nouvelle-Écosse, à environ 60 kilomètres de l'aéroport d'Halifax. Tous les 229 passagers et membres de l'équipage sont décédés.
- Le 14 octobre 2004, le vol MK Airlines 1602, un Boeing 747-200F, en provenance de l'aéroport international Bradley, s'est écrasé brutalement pendant le décollage sur la piste 05/23. Les 7 membres de l'équipage ont péri.
- Le 29 mars 2015, le vol Air Canada 624, un Airbus A320, en provenance de Toronto-Pearson, atterrit peu avant la piste. De mauvaises conditions météorologiques régnaient sur la région. L'accident a provoqué une panne d’électricité dans l'aéroport, et endommagé des installations. 23 blessés[10].

## Galerie

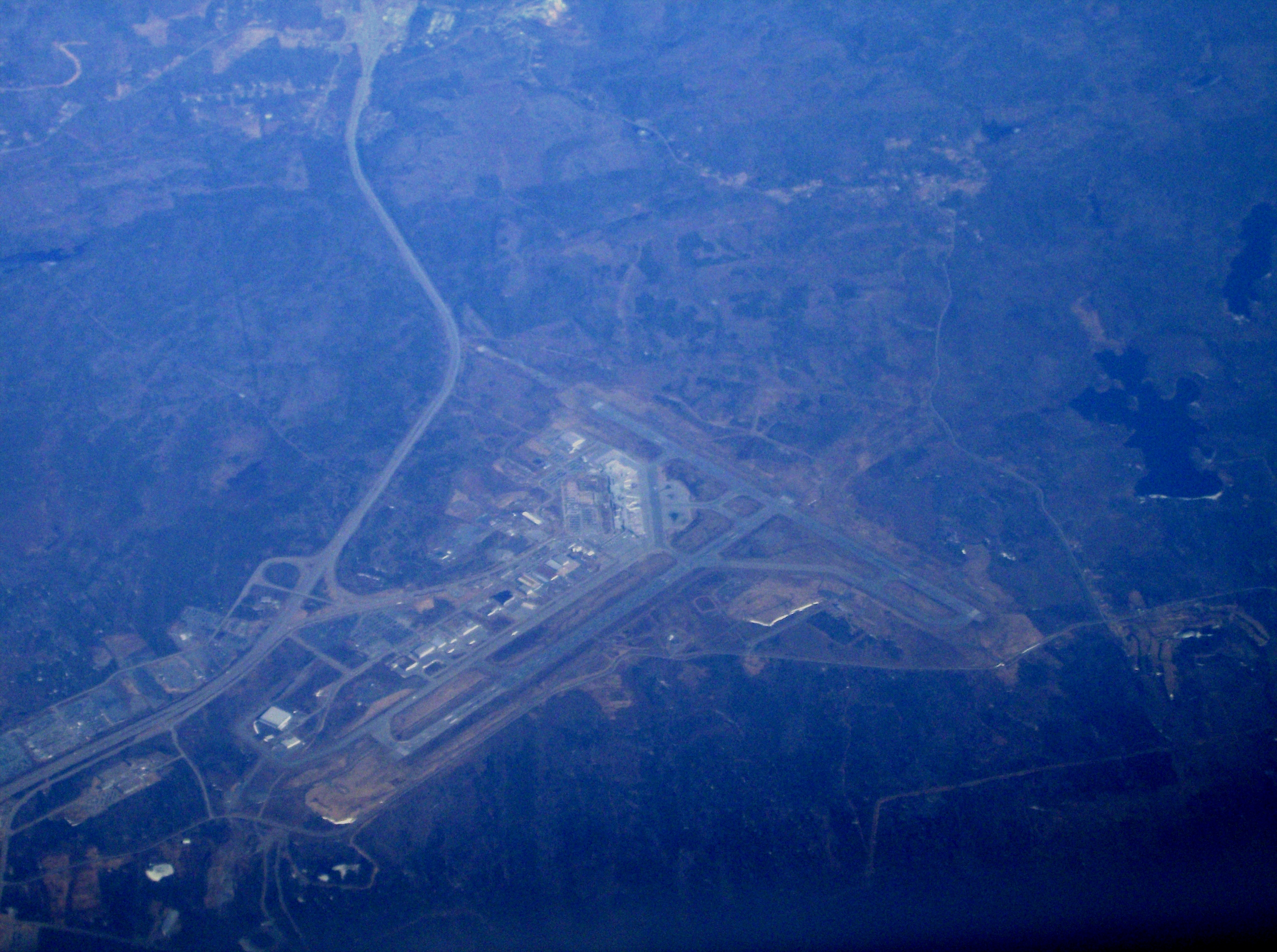
L'aéroport vu du ciel.
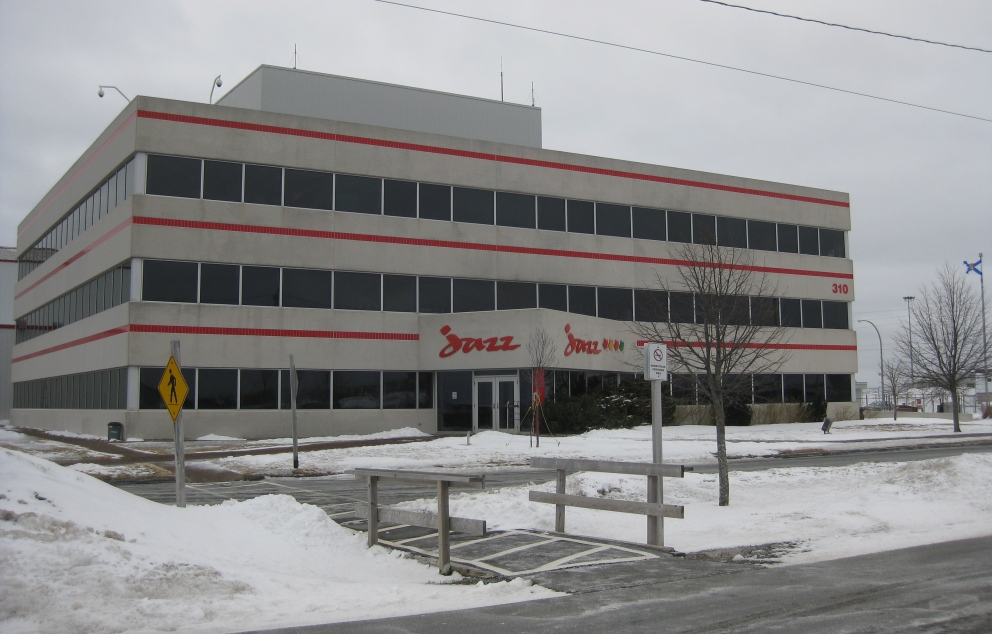
Siège social de Jazz Air.